# Taiwanische Badmintonmeisterschaft 2001
Die Taiwanische Badmintonmeisterschaft der Saison 2000/2001 war die 46. Auflage der nationalen Titelkämpfe von Taiwan im Badminton. Die Meisterschaft fand Anfang Dezember 2000 statt.

## Titelträger
| Disziplin    | Sieger                         |
| ------------ | ------------------------------ |
| Herreneinzel | Fung Permadi                   |
| Dameneinzel  | Chan Ya-lin                    |
| Herrendoppel | Chien Yu-hsun Huang Shih-chung |
| Damendoppel  | Tsai Hui-min Chen Li-chin      |
| Mixed        | Yang Chia-hao Kung Ya-tzu      |